# Naturaleza muerta (Heda, París)
Naturaleza muerta es uno de los cuadros más conocidos del pintor neerlandés Willem Heda. Se trata de un lienzo que mide 44 cm de alto y 56 cm de ancho. Fue pintado en 1637 y se encuentra en el Museo del Louvre, de París, Francia, con el título Fin de collation, dit aussi Un dessert (Fin del postre, llamado también Un postre).
Este cuadro es típico del autor, una naturaleza muerta en la que quedan objetos diversos sobre la mesa. Usa poca variedad de tonos, hasta el punto de ser un «banquete monocromo».